# Slivnica pri Mariboru
Slivnica pri Mariboru (in tedesco Schleinitz) è un paese della Slovenia, frazione del comune di Hoče-Slivnica.
La località si trova alla periferia sud di Maribor, a 282,2 metri s.l.m.
Durante il dominio asburgico Slivnica fu comune autonomo.

## Corsi d'acqua
Polanski potok